# Otto Van Rees
Otto Van Rees, né à Fribourg-en-Brisgau en 1884 et mort à Utrecht en 1957 est un peintre néerlandais.
Autodidacte, il s'exerce à la peinture sous l'influence du réalisme, de l'impressionnisme et de Jaan Toorop.
En 1904, il rencontre Picasso au Bateau-Lavoir à Paris. Dans la capitale française, il collabore avec Kees Van Dongen en 1905. Jusqu'en 1911, ses œuvres sont d'inspiration symboliste, également influencées par Émile Bernard et l'imagerie populaire. Sa période cubiste commence aux alentours de 1911-1912, et ses premiers collages non figuratifs datent de 1915.
Il rencontre Tristan Tzara à Zurich en 1915. En 1916, il participe au cabaret Voltaire et à la fondation du mouvement dada.